# Макукин
Макукин, макукина (исп. Macuquina, от араб. «макук» — «неправильный») — название серебряной монеты, выпускавшейся в Латинской Америке периода Испанской империи и соответствующей, в общих чертах, весовому стандарту и содержанию металла европейскому талеру, но не соответствующей талеру по форме и качеству чеканки из-за примитивной технологии изготовления. При поступлении макукинов на европейские монетные дворы, имея высокую степень содержания серебра, они переплавлялись и перечеканивались в полноценные талеры.

## Общая характеристика и период чеканки макукинов
Первоначально термином «макукин» обозначался наиболее распространенный номинал монеты — 8 реалов, соответствующий европейскому талеру. В современной нумизматике под «макукином» понимаются также более мелкие номиналы, достоинством в 1, 2, 4 и 8 реалов, чеканенные в Южной Америке под руководством испанцев, имеющие «неправильную» форму.
Чекан макукинов начался в Новом Свете в годы правления короля Филиппа II Испанского (1556—1598). Макукины изготавливались с 1572 по 1732 год. В испанской Америке макукин оставался в обращении до 70-х годов XVIII века, когда, согласно указу Карла III (1759—1788), они были изъяты из обращения. В годы правления Карла II (1665—1700) выпускались также золотые макукины достоинством в 8, 4, 2 и 1 эскудо. Макукины в большом количестве обнаруживаются на затонувших испанских кораблях, перевозивших эти монеты из Нового Света в Европу и на Филиппины.
Популярность макукинов, не взирая на их неправильную форму, была столь велика, что они могли подделываться. В современной нумизматике стоимость «поддельных» макукинов может превышать стоимость оригинальных. Подделать макукин в те времена с технической стороны было гораздо проще, нежели европейский талер того же периода.
В нумизматике иногда под макукином понимают не столько монету, сколько «грубую серебряную заготовку», изготовленную в Южной Америке испанцами. В последующем макукины специально закупались европейскими монетными дворами для переплавки.

## Термин «макукин» и другие названия «неправильных» испанских монет из Нового Света
Мнения исследователей касательно происхождения термина «макукин» расходятся. Предложено несколько вариантов. По мнению одних, термином «макукин» обозначался металл, добытый незаконным путём из покинутых рудников. По другому мнению, более распространенному, отчеканенный грубо, вручную, макукин имел неправильную форму, откуда и получил своё название. В пользу последнего варианта говорит и этимология слова «макук», означающее, в переводе с арабского — «неправильный». По ещё одной версии, термин «макукин» возник значительно позже и связан с обнаружением большого количества «неправильных» монет на затонувших испанских кораблях.
Макукины получили массу специфических названий, отличающих эти своеобразные монеты от иных монет. В разных странах получили известность следующие названия этих монет.
1. Собственно «макукин» — от арабского «макук» — «неправильный». Этот термин встречается в исторической литературе и нумизматике наиболее часто.
2. «Moneda cortada» или «duro cortado» — от испанского «монета обрезанная». Как и в предыдущем случае, название монеты происходит от её неправильной формы. Термин получил распространение в испаноязычных странах.
3. «Корабельное песо» или «корабельный пиастр» — от немецкого «Schiffspeso» или «Schiffspiaster». Название прижилось в Германии, Австрии и других немецкоязычных странах. В последнем случае подразумевается, что макукины чеканились прямо на кораблях, везущих серебро в Европу. Однако данный факт не находит документального подтверждения.
4. «Пиратская монета». Макукинами часто выплачивали жалованье корсарам — «официальным пиратам», получившим разрешение на каперство от имени верховной власти воюющего государства. Макукин как «пиратскую монету», изготовленную с 1572 по 1732 г. в Южной Америке, следует отличать от современных сувенирных монетовидных изделий с аналогичным названием, не имеющих ничего общего с «монетой» за исключением круглой формы. Современные «пиратские монеты», где с одной стороны, например, изображен череп с перекрещенным под ним оружием или костями, не имеют никакой связи с макукинами Нового Света.

Примечательно, что в латиноамериканских странах «макукина» является синонимом слова «обманчивый». Существует также версия, что слово происходит из языка индейского народа кечуа — макайкуна (makayquna), что означало «сделанный ударом».

## Форма макукина и технология его изготовления
Одной из объяснений угловатости монет и плохой техники их чеканки состоит в том, что макукины чеканились не на регулярных монетных дворах, а владельцами рудников, которые должны были добытый металл сразу превратить в монету и сдать королевским властям. По другой версии, изготовители макукинов не ставили перед собой целью выпустить полноценную монету, подразумевая, что чеканится полуфабрикат.
Технология изготовления макукинов была крайне примитивной по сравнению с технологией изготовления серебряных монет на европейских монетных дворах того периода. Изначально серебро подвергали обработке в целях достижения максимальной чистоты металла при имеющихся технологиях. Серебряной заготовке придавали форму цилиндра и разрезали на куски, получая диски. Эти диски резали ножницами, пока их вес не доходил до утверждённой нормы, после чего ударом молотка чеканили изображение. По имеющимся сведениям, 20 % отчеканенных макукинов, так называемую королевскую подать («quinto real»), отправляли в качестве налога в Испанию, поскольку по макукинам можно было легко установить точный объём добытого в колониях золота и серебра. Макукины выполняли лишь эту временную функцию: их считали довольно неудобными и не использовали в обращении.
Тем не менее не все макукины оказались переплавлены. До наших дней сохранилось немало экземпляров этой монеты. Тот факт, что макукины не сразу отправлялись на монетный двор для переплавки, но циркулировали в качестве средства платежа, подтверждается многочисленными находками макукинов в составе кладов. Ценность макукинов была в том, что при плохом качестве чеканки они содержали высококачественное серебро практически не имевшего примесей и могли попросту обмениваться на товар по весу.
Другое достоинство макукина — отсутствие внятной информации об эмитенте монеты, которая могла быть понятна большинству участников экономического оборота. Макукины не содержат профиля правителя, что в определенной степени исключает политическую составляющую монеты. Буквы в легенде монет также отчеканены крайне некачественно. Почти неизвестны макукины с легендой, содержащей весь текст, заложенный резчиком штемпеля. Чеканенные в заокеанской дали макукины могли восприниматься не столько как монеты, но как серебросодержащее сырье, своеобразные «мелкие слитки» квадратной или многоугольной формы.

## Макукины в России
Макукины, поступавшие в Европу из Южной Америки с середины XVI века, нередко оказывались и на территории России. О том, что испано-американское серебро поступало в Россию не только в виде талеров, сырьем для чеканки которых оно служило, но и в натуральном виде, свидетельствуют два крупных клада макукинов, найденных в Москве в 1970 году в Ипатьевском переулке и в 1972 году на берегу Москвы-реки при земляных работах в траншее теплотрассы у комплекса зданий нового Института автомобильной промышленности где работал строительный отряд студентов-энергетиков. Клады датируются концом 20-х годов XVII века. В первом случае было найдено 3398 монет (74 кг серебра), во втором случае — 1200 монет. Обстоятельства их находки подробно описаны в литературе. Имеются сведения и о более ранних поступлениях макукинов в Россию.
В нумизматической литературе обращается внимание на совпадение знака Московского денежного двора со знаком денежного двора в Мехико, помещенным на монетах в восемь реалов (макукинах). Высказано предположение, что непосредственное знакомство русских денежников с монетным сырьем — мексиканскими макукинами, на которых знак монетного двора с буквой «М» и буквой «о» над нею изображался, как правило, в крупном масштабе, и обусловило выбор этого сочетания как эмблемы Московского денежного двора. Впервые данный знак был помещён на копейках Фёдора, выпущенных после 1596 года.
Находки макукинов в составе кладов известны и на Украине. Так, среди монет «Березновского клада», найденного в 1975 году жителем населённого пункта Березно (Ровенская область) датированного XVI—XVII веками, обнаружено несколько таких монет. В Березновском кладе представлены монеты, чеканившиеся на протяжении ста лет. Объясняется это, прежде всего тем, что талеры и другие высокопробные монеты не изымались из обращения. Таким образом, макукин, будучи высокопробной монетой, пользовался авторитетом среди лиц, накапливавших богатство в виде серебряных монет. Макукин неоднократно выпадает в клады одновременно с высококачественными европейскими талерами.
В мае 2016 года при строительстве автоподходов к Крымскому мосту был найден клад, содержащий 15 макукинов.